# Osten Ard
Osten Ard ist der Name eines fiktiven Kontinents, auf dem die Fantasy-Romanzyklen Das Geheimnis der Großen Schwerter und Der letzte König von Osten Ard sowie der Roman Der brennende Mann des Autors Tad Williams spielen und auch von diesem erdacht wurde. Kennzeichnend für das pseudo-mittelalterliche Osten Ard sind zahlreiche Anleihen vor allem bei den dort lebenden Völkerschaften an die reale Welt, die jedoch durch Variationen einen eigenständigen Charakter enthalten, sowie eine Inspiration durch Tolkiens Welt Mittelerde. Durch die Anlehnungen erhält Osten Ard mehr Komplexität und Tiefe als eine vollständig erfundene Welt und erzeugt erzählerische Erwartungen, die Williams zum Teil erfüllt und zum Teil unerwartet abwandelt.

## Geographie und Name
Osten Ard ist ein großer Kontinent mit klimatischen Bedingungen zwischen subarktischen und tropischen Verhältnissen, im äußersten Norden und Süden. Die Romane spielen fast durchgängig im Westteil des Kontinents, während nach Osten zur Mitte zu die Besiedlung abnimmt und die Welt dahinter den Bewohnern der im Roman erwähnten Landstriche nicht bekannt ist. Ein riesiges Urwaldgebiet ist der Aldehorte östlich des Gebirges Weldhelm, ein weiteres großes Waldgebiet der Circoile in Hernystir im Westen der "bekannten" Welt. Das südöstlich davon liegende Gebiet der Thrithinge, unterteilt in Hoch-, Wiesen- und Seen-Thrithing, ist eine weite Ebene. Auch zwei große Binnenseen gibt es im bekannten Teil von Osten Ard, den Drorshullvenn in der nördlichen Frostmark, einen Süßwassersee sowie den Salzwassersee Kynslagh im Erkynland.

### Gebirge
Der subpolare Norden ist von hohen Gebirgen geprägt mit den beiden mächtigsten erwähnten Gipfeln Sturmspitze und Urmsheim. Weitere Gebirgsketten sind der den Aldheorte westlicht begrenzenden Weldhelm und der zu Hernystir gehörende Grianspog im äußersten Westen. Berge spielen in den Romanen Williams mit Handlungsschauplatz Osten Ard eine große Rolle als Orte alter Mythen oder mysteriöser Geschehnisse rund um die Protagonisten. So war im Weldhelm der sogenannte Knoch der Ort einer sagenumwobenen Schlacht im Altertum, der ebenfalls dort befindliche Thisterborg beherbergt eine uralte Kultstätte (Zornsteine genannt). Der Gipfel des Swertclif, an dessen Flanke der Hochhorst als Residenz der Hochkönige liegt, ist der Bestattungsort der Könige des Erkynlandes. Der Grianspog ist bodenschatzreich und von zahlreichen Tunneln und Stollen durchzogen. Er beherbergt die von den Sithi aufgegebene und später von den Tinukeda’ya wiederbesiedelte unterirdische Stadt Mezutu’a, und an seinem höchsten Gipfel Bradach Tor fühlte sich Maegwin den alten Göttern der Hernystiri nahe. Im riesigen subpolaren Nordgebirge ist der Berg Sturmspitze im Bereich der Nornfjälle die Heimat der Nornen. Östlich hiervon befindet sich Yiqanuc (von den Rimmersgardern Trollfjälle genannt), die Heimstatt der Trolle. Der Berg Urmsheim liegt im Gebirge zwischen Rimmersgard und Yiqanuc und ist Lebensort der vermutlich letzten Drachen von Osten Ard zur Zeit der Hochkönige. Weitere Gebirgszüge gibt es in den Hoch-Thrithingen und Nascadu, aber sie werden in den Romanen nicht näher beschrieben.

### Inseln
Alle größeren Inseln vor der Küste des bekannten Teils von Osten Ard, die erwähnt sind, werden auch bewohnt. So die Insel Warinsten, Heimat des Hochkönigs Johann von Erkynländern, und Naraxi sowie Harcha in der Bucht von Firannos von einem dunkelhäutigen Volk. Perdruin als Handelszentrum und Heimat vieler Seeschiffe ist eine zum Hochkönigreich gehörende Grafschaft, wird jedoch von einem eigenen Volk bewohnt, dass vorher unter der Herrschaft Nabbans stand.

### Länder und Staaten
Die meisten Länder des bekannten Osten Ard sind nach den dort beheimateten Völkern benannt. Unter der direkten Herrschaft der in Erkynland residierenden Hochkönige stehen zur Zeit der beiden Romanzyklen neben den Erkynländern auch die Nabbanai, die Insel Perdruin, der Wran und Nabban. Ein tributpflichtiger Vasall sind die Hernystiri unter einem eigenen Königshaus. Abgesehen von den Thrithingen sind nur nichtmenschlich bewohnte Randgebiete der bekannten Welt und der tropische Süden (Nascadu) nicht vom Hochkönig beherrscht. Erkynland selbst ist in zahlreiche Grafschaften und Baronien eingeteilt, von denen eine Reihe in den Romanen erwähnt werden oder Schauplätze zentraler Geschehnisse sind (wie Falshire und Stanshire im Osten).

### Städte
Die größte Stadt des bekannten Kontinents ist Nabban, das Zentrum des Ädonitertums und die Hauptstadt des gleichnamigen Teilstaats des Hochkönigreichs. Es ist umgeben von einem ganzen Ballungszentrum bestehend aus zusammen gewachsenen Ortschaften und Kleinstädten. Weitere große Städte während der Zeit der Romanzyklen sind Erchester (früher: Erkynchester, am Fuße der Residenz der Hochkönige), Meremund und Naglimund im Erkynland, Elvritshalla (Hauptort), Kaldskryke und Saegard in der Frostmark (Heimat der Rimmersmänner), Hernysadharc, Nad Mullagh und die Hafenstadt Abaingeat in Hernystiri und das Handelszentrum Kwanitupul am Rande des Wran-Sumpfes. Nur Nabban, die Meeresküsten und Erkynland erscheinen in den Romanen als dichter besiedelte Kulturlandschaften.
Die Städte der Keida'ya liegen zu dieser Zeit (Zeit der Hochkönige s. u.) bereits fast alle in Trümmern. Nur Nakkiga wird noch von den Hikeda'ya (Nornen) bewohnt. Die Zida'ya (Sithi) leben in kleinen Gemeinschaften im Aldehorte, u. a. in der später verlassenen Zeltstadt Jao é-Tinukai’i. In der Heimat der nomadisierenden Thrithinge und den Randgebieten der bekannten Welt außerhalb des Herrschaftsbereichs des Hochkönigs gibt es keine größeren Ortschaften und die Besiedlung ist eher spärlich.

## Völkerschaften

### Menschen
Die intelligenten Einwohner Osten Ards sind mehrheitlich Menschen. So bevölkern den Norden und Nordwesten das Kriegervolk der Rimmersmänner (auch Rimmersgarder), das ursprünglich auf gestrandete Seefahrer zurückgeht. Sie sind von Westen auf Osten Ard eingewandert und lebten unter der Herrschaft eines eigenen Königs, bis sie der Hochkönig unterwarf und sie sich zum Ädonitertum (siehe Religionen) bekehrten. Seit der Oberherrschaft des Hochkönigs ist die Heimat der Rimmersmänner, die Frostmark, ein Herzogtum des Hochkönigreichs. Hiervon ausgenommen blieben nur die sogenannten Schwarzen Rimmersmänner im äußersten Norden, die den Nornen dienen und ihre polytheistische Religion behalten haben.
Südliche Seefahrervölker sind die Nabbanai und die Perdruinesen. Die Perdruinesen werden dabei stets als Vasallen der Nabbanai charakterisiert, insbesondere zur Zeit des Nabbanai-Imperiums. Die Nabbanai lassen sich als ehemaliges Zentrum einer Hochkultur und eines antiken Imperiums wohl am ehesten mit dem Römischen Reich vergleichen. Die Perdruinesen wenden sich aufgrund der erkynländischen Oberherrschaft unter den Hochkönigen mehr und mehr diesen zu und befreien sich aus der Vasallenschaft der Nabbanai.
Die Erkynländer sind ein abendländisch geprägtes Volk aus verschiedenen Ursprüngen, das die Landschaft rund um die zentralen Handlungsschauplätze bevölkert, ähnlich den Engländern. Ein Hauptursprung ist das sogenannte Fischervolk, das das Erkynland schon länger bewohnte und zu dem auch der Held des großen Romanzyklus Simon Schneelocke gehört.
Die Hernystiri sind ein in hölzernen Behausungen wohnendes Volk des Südwestens. Es ist das alteingesessenste Volk Osten Ards und traditionell befreundet mit den Sithi.
Ein streng patriarchalisch strukturiertes Reitervolk stellen die Bewohner der Thrithinge dar, die sich häufig als Söldner für verschiedene Herrscher verdingen und Viehzucht betreiben, v. a. auch Pferdezucht. Ihr Lebensraum zerfällt in drei Regionen (See-/Hoch-/Wiesenthrining), der jeweils von einem Than beherrscht wird, an den jedoch keine allzu große Bindung besteht.
Die Wranna sind ein dunkelhäutiges und eher kleines Naturvolk, das auf einer eher niedrigen Kulturstufe große subtropische Sümpfe bewohnt. Aufgrund der dortigen umfangreichen Artenvielfalt sind die Wranna bekannt für ihre Kenntnisse in der Heilkunde. Südlich der Wranna leben auf Osten Ard tropisch geprägte Völker, von denen nur am Rande wenige Nebenfiguren stammen und die bei den Völkern des Nordwestens einen geheimnisvollen Ruf haben.

### Die Gartenvölker
Osten Ard ist nur eine von vielen Welten, die wie Buchseiten oder Zwiebelschalen aneinandergepresst sind und so bereist werden können. Aus einer dieser Welten, dem sogenannten Garten, sind zwei Völker in der Urzeit mit acht Schiffen nach Osten Ard geflohen, noch bevor die ersten Menschen dort ankamen. Es handelt sich zum einen um die Keida’ya (übersetzt Kinder des Hexenholzbaums), aus denen die Sithi (Zida’ya, übersetzt Kinder der Morgenröte) und Nornen (Hikeda’ya, übersetzt Wolkenkinder) hervorgegangen sind. Es ist ein den tolkienschen Elben ähnliches, langlebiges Volk, das das eigene Leben zudem durch die Einnahme von Hexenholzsamen verlängern kann.
Beim zweiten Volk handelt es sich um die Tinukeda’ya (übersetzt Meereskinder), die wegen ihrer Vielgestaltigkeit auch als Wechselwesenbezeichnet werden. Von den Keida’ya wurden sie als Sklaven gehalten. Manche von ihnen sind als Schmiede und Steinmetze für ihre kunstvollen Arbeiten bekannt. Ein Teil lebt an den Meeresküsten unter der Bezeichnung Niskies und leistet auf Schiffen Dienst zur Abwehr der Kilpa (s. u.).

### Die Qanuq
Die Qanuq oder Trolle sind ein Zwergenvolk des Nordens, das in Gebirgshöhlen und von der Jagd und Tierhaltung lebt. Eine Besonderheit ist dabei, dass die Jagd von den Trollfrauen, das Hüten der Herden jedoch von den Trollmännern ausgeübt wird. Eine besondere Rolle in der Gesellschaft der Trolle haben "die" Jägerin und "der" Hirte, die eine Art Doppelherrschaft ausüben, der singende Mann als eine Art Heiler und Priester.

### Tiere in Osten Ard
Die Fauna des Kontinents enthält sowohl Tiere aus der realen Welt wie Wölfe, Bären und verschiedene Vogelarten (Spatzen, Tauben) als auch verschiedene fiktive Tierarten und halbintelligente Wesen. Die in den Romanen auftauchenden halbintelligenten Wesen sind vor allem die Bukken, ein primitives Gräbervolk, das im Boden lebt, die Riesen, in ihrer hiesigen Variante mit weißem Fell ausgestattet und sehr bösartig, die Ghants, eine große, halbintelligente und in Staaten lebende Insektenart und die im Meer lebenden Kilpa, die eine Bedrohung der Schifffahrt darstellen. Sehr mächtige, magische und gefährliche Wesen sind die auch auf Osten Ard vorhandenen Drachen.

### Pflanzen in Osten Ard
Die Pflanzenwelt enthält wie die tierische sowohl zahlreiche Arten aus der Realwelt als auch fiktive Spezies, vor allem im Bereich der Kräuter zu Heil-, Koch- und Rauschzwecken.

## Fiktive Geschichte

### Zeitalter der Keida'ya
Zu der Zeit der Romane von Williams ist das erste den Gelehrten bekannte Zeitalter das, in dem die Sithi und Nornen die gemeinsamen Herren von Osten Ard waren. Sie herrschten von ihren neun Städten aus über die zu dieser Zeit dünn besiedelte Welt und waren vor undenklicher Zeit auf der Flucht vor dem "Nichtsein" aus einem im unbekannten Osten existierenden Garten eingewandert. Ihre Diener sind die späteren Unterirdischen, die zu dieser Zeit in Osten Ard lebenden frühen menschlichen Völker werden gewissermaßen von den Sithi geduldet oder leben in Freundschaft mit diesen.

### Das Nabbanai Imperium
Das Seefahrervolk von Nabban beginnt schließlich als erstes menschliches Volk, einen Herrschaftsbereich aufzubauen, der sich über erhebliche Teile von Osten Ard erstreckt. Kriegerischen Auseinandersetzungen mit den Sithi gehen die Nabban-Imperatoren jedoch aus dem Weg, versuchen jedoch mit militärischen Mitteln die von diesen gewonnenen Gebiete zu halten. Der Herrschaftsbereich der Nabbanai erreicht aufgrund der zu dieser Zeit noch großen Macht der Sithi im Nordwesten des Kontinents jedoch nicht den späteren Umfang desjenigen der Hochkönige. In dieser Epoche lebt und wirkt Usires Ädon, der Stifter der später wichtigsten menschlichen Religion auf Osten Ard (s. u.). Durch ihn wandelt sich Nabban – ähnlich dem römischen Reich – von einem heidnischen Imperium in seiner Spätzeit in einen theokratisch geprägten Staat.

### Die Epoche der Rimmersmänner
Die zuvor von Westen eingewanderten Rimmersmänner beenden die Herrschaft von Sithi und Nabban über große Teile von Osten Ard mit blutigen Eroberungszügen. Vor allem das Nabban-Imperium befindet sich jedoch zu diesem Zeitpunkt bereits im kulturellen Niedergang. Am Ende erobern die Männer aus Rimmersgard schließlich die mächtige Sithifestung Asu´a und machen aus ihr das Zentrum ihrer neuen Herrschaft unter dem Namen Hochhorst. Jedoch nur über drei Generationen können sie ihre mächtige Stellung halten.

### Die Hochkönige
Der Hochhorst bleibt auf Betreiben des Nabban-Renegaten Sulis auch nach Abzug der Rimmersmänner eine Herrscherresidenz. Er verbündet sich mit den dort lebenden Erkynländern. Auf ihn folgt ein König aus Hernystiri und der Erkynländer Fischerkönig Eahlstan, der einem Drachen zum Opfer fällt. Von der erkynländisch besiedelten Insel Warinsten folgt der nächste Herrscher Johann, auch genannt der Priesterkönig. Er gibt vor, den Drachen zu erschlagen (den in Wahrheit Eahlstan bereits getötet hatte, aber dabei umkam) und unterwirft in den folgenden Jahren sowohl Nabban, als auch die Rimmersmänner (die Herrscher werden zu Herzögen heruntergestuft), als auch die Thrithinge und zahlreiche Inseln. Er errichtet so ein neues, mittelalterähnliches Reich als Hochkönig, der den anderen Herrschern vorsteht, die zum Teil noch als Könige, zum Teil nur als Vasallen regieren.
Auf Johann folgt sein ältester Sohn Elias, der sich mit den Nornen und Mächten des untoten Sturmkönigs Ineluki, einst Sohn des letzten Sitha-Herrschers auf dem Hochhorst, verbündet. Die folgende kriegerische und magische Auseinandersetzung bildet den Hintergrund für den Romanzyklus Das Geheimnis der großen Schwerter. In die Kampfhandlungen werden praktisch alle lebenden Völker hinein gezogen, oft gegen den eigenen Willen. Die Hauptkontrahenten sind Hochkönig Elias, der Sturmkönig und die Nornenherrscherin Uttuku auf der einen Seite und der jüngere Prinz Josua, Elias Tochter Miriamel und ihre oppositionelle "Sammelbewegung" auf der anderen Seite. Einer ihrer Ritter wird Simon (Seoman) Schneelocke, der nach dem Sieg gegen König Elias und den Sturmkönig gemeinsam mit Miriamel den Thron des Hochkönigs besteigt. Er ist ein Nachfahre des Drachenbezwingers Eahlstan. Die Thronbesteigung von Simon und Miriamel markiert das Ende des ersten Romanzyklus.
Dreißig Jahre später beginnt die Nornenkönigin durch Intrigen das Hochkönigtum zu destabilisieren und damit zu schwächen. In Nabban beginnt ein Bürgerkrieg, die Hernystiri wenden sich einer alten Gottheit zu, die Grasländer beginnen das Erkynland anzugreifen. Der Hochhorst wird während eines Angriffs der Nornen in weiten Teilen zerstört. Nachdem das Ziel der Nornenkönigin vereitelt wurde, Osten Ard zu vernichten, planen Miriamel und Simon, den Hochbann aufzulösen und durch ein neues System zu ersetzen, das Macht an die einzelnen Länder zurückgibt und die Länder durch einen gemeinsamen Rat zusammenhalten soll. Nach diesem Umbau wollen sie Erkynland ihrem Enkel Morgan übergeben.

## Sprachen

### Westerling
Die erkynländische Sprache in der Warinster Variante ist zur Zeit der Hochkönige unter der Bezeichnung Westerling die gemeinsame Sprache der bekannten Gebiete, jedoch außerhalb Erkynlands eine Fremdsprache. Es ist die einzige Sprache, von der Dialekte erwähnt werden, die man in verschiedenen Teilen Erkynlands spricht. Unter den gebildeten Schichten wird es sogar außerhalb des Herrschaftsbereich des Hochkönigs verstanden. Die Perdruinesen sind sogar gerade dabei, das Westerling als eine Art 2. Muttersprache zu übernehmen, auch die Niskies sprechen Westerling. Westerling wird in den Romanen als Sprache des Lesers wieder gegeben.

### Weitere Sprachen
Jedes Volk spricht ansonsten seine eigene Sprache, nur die Gartenvölker ein gemeinsames Idiom. Die Begriffe in den Sprachen der Rimmersmänner erinnern an nordisch-germanische Sprachen, die der Nabbanai an Latein, so dass der teilweise entliehene Charakter dieser Völkerschaften hierdurch unterstützt werden.

### Sprachliche Anleihen
Bei einigen Begriffen und Namen der Sithi/Nornen macht Williams Anlehnung beim Japanischen, z. B. bei der Nornenkönigin Utuk'ku (美しい/utsukushii = schön), der Drachenmutter Hidohebhi (酷い蛇/hidoi hebi = schreckliche Schlange) oder der unter Eis versunkenen Sithistadt Tumetai (冷たい/tsumetai = kalt).

## Religionen

### Das Ädonitertum
Das Ädonitertum ist eine dem Christentum stark verwandte monotheistische Religion auf Osten Ard. Ihr Stifter, von den Gläubigen Erlöser genannt, Usires Ädon lebte in Nabban zur Zeit des dortigen Imperiums. Er starb auf Befehl des damaligen Imperators an einem Hinrichtungsbaum, war jedoch von diesem später verschwunden, während genau zu dieser Zeit ein gewaltiges Naturereignis geschieht: Der Einschlag eines mächtigen Eisenmeteoriten in den Tempel des damals höchsten Gottes Nabbans. Der Hinrichtungsbaum wird zum Symbol der Ädoniter, die ähnlich den Katholiken Heiligen- und Reliquienverehrung, einen Papst-Ähnlichen Erzprälaten mit weltlicher Macht in Nabban und Mönchsorden kennen. Auch werden die ädonitischen Kultstätten Kathedralen, Kirchen und Kapellen genannt. Einige Zeit ist die Doktrin der ädonitischen Kirche stark dogmatisch, mäßigt sich jedoch in der Epoche der Hochkönige. Die Erkynländer, die meisten Rimmersmänner, die Nabbanai und Pedruinesen sowie eine kleine Minderheit der Hernystiri gehören dem ädonitischen Glauben an.

### Die Feuertänzer
Als fanatisch-religiöse Anhänger des Sturmkönigs treten in der Zeit des Hochkönigs Elias immer stärker die sogenannten Feuertänzer in Erscheinung, vor allem in den ädonitischen Gebieten von Osten Ard. Sie kleiden sich in weiße, lange Roben, sind autoritär organisiert und stark konzentriert auf Visionen und die Vorbereitung der nach ihrer Meinung kommenden Sturmkönig-Herrschaft. Ihr Fanatismus gipfelt in rituellen Morden und Selbstverbrennungen. Die Bewegung bricht mit dem Sieg gegen den Sturmkönig zusammen.

### Weitere Religionen
Außer dem Ädonitertum sind alle Religionen auf ein Volk beschränkt. Mit Vorbildern in der germanischen und keltischen Mythologie erscheinen die ehemaligen Religionen der Rimmersmänner, die noch von einem Teil ausgeübt wird und die der hernystirischen Mehrheit. Einer eng mit den Sümpfen verbundenen Naturreligion gehören die Wranna an, die Gartenvölker erscheinen weitgehend unreligiös und desinteressiert an religiösen Fragen.